# Ana Cássia Rebelo
Ana Cássia Rebelo (África Oriental Portuguesa, atual Moçambique, 1972) é uma escritora portuguesa.
Reside em Lisboa desde os cinco anos de idade. Licenciada em direito pela Universidade Católica Portuguesa, destacou-se com os textos que publicava nos blogues. Reuniu parte deles para o seu primeiro livro Ana de Amsterdam, que foi publicado na editora Biblioteca Azul em 2016, título que foi tirado de uma canção de Chico Buarque e Ruy Guerra.